# Рой Джонс
Рой Левеста Джонс Молодший (англ. Roy Levesta Jones Jr.; нар. 16 січня 1969, Пенсакола, Флорида, США) — американський професіональний боксер. Як професіональний боксер, володів титулами чемпіона світу у середній, другій середній, напівважкій, важкій вагових категоріях. Загалом переміг 22 бійців за титул чемпіона світу в чотирьох вагових категоріях. Єдиний боксер у історії, що почав професійну кар'єру у напівсередній вазі та згодом завоював титул у важкій категорії.
Джонс отримав нагороду «Боєць десятиріччя» (англ. BWAA Fighter of the Decade) 1990-х років за версією Американської асоціації журналістів, які пишуть про бокс (BWAA).
Незаконно відвідав окупований рф Севастополь, де зустрівся з Путіним (той надав Р. Джонсу російське громадянство), занесений у базу даних центру "Миротворець"

## Аматорська кар'єра
Рой Джонс (молодший) народився 16 січня 1969 року в місті Пенсакола (Флорида). З самого дитинства його батько, Рой Джонс старший (часто називають, «Великий Рой» — Big Roy), у минулому — професійний боксер, намагався прищепити Рою любов до боксу, він хотів виростити чемпіона, яким самому йому не судилося стати. З 10 років Рой почав займатися боксом. Маючи вагу в 32 кг, Джонс перемагав 14-річних суперників, вагою в 40 кілограмів. У 11 років він виграв турнір «Золоті Рукавички» штату Алабама (відправивши суперника по фіналу в нокаут ударом по корпусу), а потім ще чотири роки поспіль повторював цей успіх. У 1982 р. Джонс здобув в рамках турніру «Sunshine State Games» перемогу за очками над боксером, який принесе в майбутньому великі неприємності. Ним був його ровесник Антоніо Тарвер. 1984 року Джонс виграв Юніорські Олімпійські ігри в США, а ще через два роки виграв престижний національний турнір США «Золоті рукавички» у вазі до 54 кг, перемігши у фіналі за очками Віктора Левіна. Ще через рік він повторно завоював цей титул, але вже у вазі до 71 кг, здолавши у фіналі Рея Макелроя.
Звичайно, в аматорській кар'єрі були й поразки. 1986 року Рой програв за очками у півфіналі Ігор доброї волі радянському боксерові Ігорю Ружнікову, вигравши бронзу. Ще одна відома поразка сталася, коли він намагався третій рік поспіль виграти національні «Золоті Рукавички». Джонс здобув перемоги в трьох попередніх зустрічах, у тому числі переміг Томаса Тейта (за очками) і чемпіона США у вазі до 165 фунтів (74,8 кг) Фабьена Вільямса (нокаутом у третьому раунді). У півфіналі ж йому випало зустрітися з Джеральдом МакКлелланом. Всі три раунди пройшли у високому темпі з великою кількістю ударів з того і з іншого боку, але в результаті всі п'ятеро суддів порахували, що краще виглядав Макклеллан (за словами відомого тренера Еммануеля Стюарда, у нього зберігся запис того бою, проте підтвердження цього поки немає). Однак переможцю дісталося від Джонса так сильно, що він програв у фіналі Рею Макелрою. Також Джонс згадував у інтерв'ю після другої зустрічі з Тарвером, що одна з його поразок в любителях була нокаутом, але не сказав, кому саме він тоді програв.
Тепер Джонсу належало пробитися на Олімпійські ігри 1988 р. в Сеулі. Для початку йому треба було потрапити до фінального Відбіркового Турніру, в якому кожне місце в національній збірній виборювали між собою 8 учасників:
- переможець і срібний призер національного турніру США (переможцем у вазі до 71 кг став Френкі Лайлз, в тому числі здобувши перемогу над Джонсом за очками, причому Рою навіть відрахували стоячий нокдаун; друге місце зайняв одвічний суперник Лайлза, Тім Літтлз);
- переможець національних «Золотих Рукавичок» (ним став Рей Макелрой, який переміг у фіналі Макклеллана);
- чемпіон Збройних Сил США;
- учасник чемпіонату Збройних Сил, минулий кваліфікаційний відбір;
- два переможці відбіркових турнірів — Східного та Західного (на Заході ним став Томас Тейт);
- а також один боксер, обраний Федерацією Аматорського Боксу США, який, на їх думку, заслуговує того, щоб потрапити на Олімпійські ігри.

Після поразок у перших двох турнірах Джонс намагався виграти Східний Відбірковий Турнір, перейшовши при цьому на категорію нижче (до 66,5 кг), однак, вигравши перший бій, він не зміг укластися в рамки ваги в другому і був дискваліфікований. Єдиний шанс для нього залишався в тому, щоб бути обраним Федерацією Боксу, що й сталося. У результаті Джонс виграв фінальний відбірковий турнір, двічі перемігши за очками з мінімальною перевагою Френкі Лайлза. Бої були дуже впертими, проте Джонсу вдавалося раз за разом з серіями ударів розривати дистанцію, вигідну більш високому та довгорукому противнику.

### Олімпійські ігри
Шлях до фіналу Олімпійських Ігор почався для Джонса з разючої перемоги над Мтендером Макаламбою, з Малаві. На самому початку бою він відправив суперника в нокдаун, а до середини першого раунду все завершилося нокаутом. Далі Джонс послідовно переміг за очками з переважною перевагою Міхала Франека (Чехословаччина), Євгена Зайцева (СРСР) і Річі Вудголла (Велика Британія).
У фіналі турніру за рішенням суддів, яке вважається одним з найбільш несправедливих в історії Олімпійських ігор, південнокорейський супротивник Роя Пак Сі Хун отримав «золото», вигравши з рахунком 3:2. Це було шоком для всіх, включаючи самого корейця, не кажучи вже про враженого до глибини душі таким розвитком подій Джонса і його батька, який дуже емоційно вболівав за сина на трибунах впродовж всього турніру. Джонс домінував у всіх трьох раундах, у другому раунді корейцеві було відраховано стоячий нокдаун. Рой володів беззаперечною перевагою за ударами, як потім підрахували, в першому раунді він влучив 20 разів з 85, Пак Сі Хун лише 3 рази з 38, другий раунд — Джонс 39/98, Пак 15/71, третій раунд — Джонс 36/120, Пак 14/79. Проте судді вирішили інакше. Представники СРСР і Угорщини віддали перемогу Джонсу з рахунком 60-56. Судді з Уругваю і Марокко віддали перемогу корейцеві з рахунком 59-58, порахувавши, що той виграв 2-й і 3-й раунди (попри те, що в кожному з них Джонс завдав більше точних ударів, ніж Пак за весь бій). Останній суддя, з Уганди, нарахував нічию, проте коли для вирішення нічийного результату йому довелося вибирати переможця, він віддав перевагу представнику Кореї, який нібито мав перевагу в бою.
Пак Сі Хун після своєї «перемоги» через перекладача сказав Рою, що він вибачається за подію, він знає, що програв бій, і що перемогу йому подарували судді. У зв'язку зі скандалом Міжнародний олімпійський комітет (МОК), намагаючись виправити становище, вручив Рою приз Вела Баркера, який вручається тільки найкращим боксерам, але це, звичайно, було слабкою втіхою. У березні 1989 року AIBA відхилила скаргу Федерації боксу США з даного бою, на підставі того, що та не була подана протягом 30 хвилин після закінчення бою, як належить за правилами. Однак, за словами президента Асоціації Анвара Чоудрі, навіть якби вона була подана за правилами, вона все одно була б відхилена за недостатністю доказів давання хабаря. 1996 року представники Федерації боксу США подали ще одну скаргу до МОК про визнання факту хабаря суддям, які віддали перемогу Пак Сіхуну, на підставі визнання рефері, який судив той бій, а також даних, опублікованих у книзі "Новий Володар перснів: Корупція на Олімпійських іграх або Як Купити Собі Медаль "(автор — британський журналіст Ендрю Дженнінгс), де згадувалися хабарі, дані на тих Іграх, згідно із розсекреченими документами спецслужб НДР. Рефері Альдо Леоні з Італії переказував слова аргентинського судді Осбальдо Бісбаля, з яким він на Іграх ділив кімнату в готелі, що його і двох інших суддів привели в офіс Корейської Федерації боксу і дали їм конверти з грошима. А коли Бісбаль відмовився їх взяти, його було усунено від суддівства майбутнього бою. На початку серпня 1996 скарга була прийнята до розгляду МОК. У травні 1997 року виконавчий комітет МОК розглянув скаргу, але залишив рішення, винесене суддями в тому бою, без зміни.
Даний бій вплинув на введення нової системи очок в аматорському боксі.

## Професійна кар'єра

### Перший бій
Першим суперником Джонса на професійному рингу був Рікі Рендел, який зі своїх 20 боїв програв 16. У бою від ударів Джонса він був два рази в нокдауні в першому раунді й один раз у другому. У результаті суддя зупинив зустріч за явною перевагою Роя Джонса.

### Бій за звання чемпіона світу з Бернардом Хопкінсом
22 травня 1993 відбувся бій за вакантний титул в середній вазі за версією IBF між Бернардом Хопкінсом і непереможним Роєм Джонсом. Внаслідок переваги в швидкості Джонс робив точні удари, на які супротивник не встигав відповісти. За підсумками 12-ти раундів всі судді віддали перемогу Рою Джонсу з однаковим рахунком 116—112. Суддя телеканалу HBO Харольд Ледерман визнав, що Джонс переміг із більшою перевагою 118—110. Пізніше Джонс заявив, що бився з травмованою рукою. На той момент обидва боксери ще не отримали статус зірок, тому бій пройшов у андеркарті поєдинку Ріддік Боуї — Джессі Фергюсон.

### Бій за звання чемпіона світу з Джеймсом Тоні
18 листопада 1994 відбувся бій двох непереможених боксерів — чемпіона у 2-й середній вазі за версією IBF Джеймса Тоні і претендента Роя Джонса. Джонс домінував весь бій, періодично дратуючи Тоні. У 3-му раунді Тоні спробував передражнити Джонса, за що Джонс відразу ж відправив його в нокдаун. У післяматчевому інтерв'ю Тоні не погодився з нокдауном, вважаючи це за поштовх. За підсумками 12 раундів Джонс здобув переконливу перемогу. У своє виправдання Тоні заявив, що перед боєм, щоб скинути зайву вагу, сидів у барокамері, і це вплинуло на його форму.

### Захист чемпіонського звання в бою з Браянтом Бренноном
У жовтні 1996 року Джонс вийшов на ринг проти непереможеного Браянта Бреннона. У середині 1-го раунду після серії ударів у голову Джонс послав Бреннона на канвас. Бреннон почав підніматись, і його повело вбік. На рахунок 6 він зміг встати. Джонс, знущаючись з опонента, продовжив його бити. У середині 2-го раунду Джонс зустрічним лівим боковим у щелепу відправив удруге противника в нокдаун. Бреннон знову піднявся на рахунок 6. Джонс кинувся його добивати і загнав у куток. Після серії потужних ударів, він запропонував рефері зупинити бій. Рефері відмовився. Тоді Джонс провів ще серію ударів. Двійкою в голову він послав Бреннона у важкий нокаут. Бреннон лежав на підлозі декілька хвилин. Фрагменти цього бою були показані у фільмі «Адвокат диявола».
Після цього Джонс піднявся до напівважкої ваги.

### Дискваліфікація в чемпіонському бою з Монтеллом Гріффіном
У березні 1997 року відбувся бій двох непереможених боксерів — Роя Джонса і Монтелла Гріффіна. Наприкінці 7-го раунду Джонс провів правий гук в голову, а потім зблизившись, короткий лівий гук в щелепу. Гріффін впав на канвас. Він одразу ж піднявся. Рефері відрахував нокдаун. Гріффін не погодився з ним, порахувавши, що впав від поштовху. Наприкінці 9-ого раунду Джонс провів два правих гуки в голову. Гріффін засмикався. Джонс провів ще один правий боковий. Претендент відійшов до канатів. Чемпіон знову провів правий гук. Гріффін відбіг від одних канатів. Джонс пробив точний лівий гук в щелепу. Гріффін наблизився до канатів, і опустився на коліно. Джонс, захопившись атакою, не помітив цього, і провів правий хук в голову, і лівий боковий у щелепу. Гріффін здивувався, і впав. Рефері відрахував до 10, і припинив бій. Кут Джонса зрадів закінченню бою. Проте потім їм повідомили, що буде дискваліфікація. Після бою коментатор телеканалу HBO Ларрі Мерчант взяв інтерв'ю в усіх учасників бою. Джонс сказав, що продовжив атакувати противника, оскільки не вважав, що той опинився в нокдауні, а вважав це за частину бою, інакше рефері повинен був зреагувати. Джонс сказав, що оскільки рефері не втрутився, то й нокдауну не було. Рефері повідомив, що він втрутився вчасно, і, що Джонс повинен був перервати атаку, коли противник опинився на підлозі. Також він повідомив, що якби Гріффін піднявся, то бій би продовжився, а чемпіон був би оштрафований на одне або два очки. Претендент сказав, що Джонс вдарив його коли він опустився на коліно. Стосовно підозри про симуляцію Гріффін відповів, що пропустив сильний удар і справді не міг продовжувати бій.

### Бій з Монтеллом Гріффіном II
7 серпня 1997 відбувся реванш між Роєм Джонсом і Монтеллом Гріффіном. Джонс був дуже злим. Він відразу пішов в атаку. На самому початку бою він лівим гуком потрапив Гріффіну в щелепу. Гріффін позадкував назад і впав на канати. Рефері відрахував нокдаун. За 40 секунд до кінця раунду Джонс лівим гібридом гуку і аперкоту влучив опоненту точно в щелепу. Гріффін відразу ж упав. Він кілька разів намагався піднятися, але ніяк не міг втримати рівновагу, і кожен раз падав на ринг знову. На рахунок 10 він знову впав на ринг, і рефері зафіксував перемогу чистим нокаутом. Джонс взяв переконливий реванш. Після бою Джонс звинуватив журналістів, що це вони змусили його так принизити Гріффіна.

### Бій з Вірджілом Гіллом
25 квітня 1998 Рой Джонс зустрівся з Вірджілом Гіллом. У середині 4-го раунду Джонс провів правий гук по корпусу супротивника. Гілл, скорчившись від болю, впав на канвас. Він піднявся, але за рахунку 10 знаходився все ще в напівзігнутому стані. Рефері зафіксував нокаут. Бій отримав статус «нокаут року» за версією журналу «Ринг».

### Бій за звання чемпіона світу з Лу Дель Валле
18 липня 1998 відбувся бій у напівважкій вазі за версіями WBC і WBA між Роєм Джонсом і Лу Дель Валле. Джонс домінував весь бій: він помітно перевершував противника за швидкістю, кількістю і точністю ударів. Наприкінці 8-го раунду Дель Валле пробив лівий крос в щелепу. Джонс впав на канвас, але відразу ж піднявся. Це був 1-й нокдаун в його кар'єрі. Частина експертів визнала, що Джонс послизнувся. Дель Валле кинувся добивати противника, але не зміг нічого зробити. Після закінчення поєдинку всі судді з розгромним рахунком віддали перемогу Рою Джонсу.

### Домінування в напівважкій вазі
13 травня 2000 чемпіон вийшов на ринг проти Річарда Голла. Це був один з найбільш знущальних боїв Джонса. У 1-му раунді він двічі відправив суперника в нокдаун. Після цього Джонс зменшив оберти, і почав бити супротивника, при цьому нокауту не прагнув. Він мав великий відсоток чистих влучень. У 11-му раунді глузування досягло апогею — він провів кілька успішних атак, у тому числі ударами-сальто. Коментатори HBO почали обурюватися діями рефері, який не зупиняв бій. Після того як Джонс загнав у кут Голла і почав забивати, рефері зупинив бій. Після бою коментатор Ларрі Мерчант сказав, що Голл був «дико і брутально побитий».
У вересні 2000 року Джонс здобув перемогу над Еріком Гардінгом.
У лютому 2001 року чемпіон в 11-му раунді нокаутував Дерріка Гармона.
28 липня 2001 Джонс вийшов на бій проти непереможного Хуліо Сесара Гонсалеса. Джонс домінував весь бій. У 1-му раунді чемпіон зустрічним лівим хуком відправив претендента в нокдаун. У 5-му раунді тим же лівим хуком він знову відправив Гонсалеса в нокдаун. У 12-му раунді Джонс знову лівим гуком потрапив у щелепу претенденту. У того підкосилися ноги і він впав на коліна, однак одразу ж піднявся. Після закінчення 12 раундів Джонсу було присуджено одноголосну перемогу.
2 лютого 2002 Рой Джонс зустрівся з непереможеним австралійцем Гленном Келлі. В кінці 3-го раунду Джонс провів лівий аперкот у щелепу. Келлі впав на канвас. Він одразу ж піднявся. Наприкінці 6-го раунду Джонс провів лівий гук в печінку, і австралієць, зігнувшись, впав на поміст. Він піднявся на рахунок 8. Наприкінці 7-го раунду Джонс прибрав руки за спину, надавши можливість для атаки з боку австралійця, а потім у контратаці одним ударом — правим гуком в скроню — відправив супротивника на канвас. Келлі не зміг піднятися на рахунок 10. Рефері зафіксував нокаут.
7 вересня 2002 випробувати долю приїхав британець Клінтон Вудс. Джонс у своїй манері бив супротивника. У 6-му раунді кут британця викинув рушник.

### Бій за звання чемпіона світу у важкій вазі з Джоном Руїсом
1 березня 2003 Джонс піднявся у важку вагу і зустрівся з чемпіоном світу за версією WBA Джоном Руїсом. Джонс переміг чемпіона. Після цього він повернувся назад у напівважку вагу.

### Повернення в напівважку вагу. Бій з Антоніо Тарвером
8 листопада 2003 Джонс зустрівся з чемпіоном світу в напівважкій вазі за версією WBC Антоніо Тарвером. У завзятому бою Джонс переміг рішенням більшості голосів суддів. Зал зустрів рішення незадоволеним гулом. Тарвер не погодився з вердиктом суддів.

### Бій з Антоніо Тарвером II
15 травня 2004 відбувся 2-й бій між Антоніо Тарвером і Роєм Джонсом. У 2-му раунді Тарвер лівим хуком в щелепу відправив Джонса в нокаут. Під час удару очі у Тарвера були закриті. Джонс піднявся на рахунок 10, але його хитало, і рефері Джей Нейді зупинив бій. Цей нокаут отримав статус «нокаут року» за версією журналу «Ринг».

### Поразка від Глена Джонсона
25 вересня 2004 Джонс зустрівся з Гленом Джонсоном. У 9-му раунді Джонсон прицільно вдарив правою рукою, і, влучивши точно в голову, послав колишнього чемпіона у важкий нокаут. Бій отримав звання «апсет року» за версією журналу «Ринг».

### Бій з Антоніо Тарвером III
У жовтні 2005 року Рой Джонс і Антоніо Тарвер зустрілися втретє. Тарвер мав невелику перевагу і переміг одноголосним рішенням суддів.

### Бій з Феліксом Тринідадом

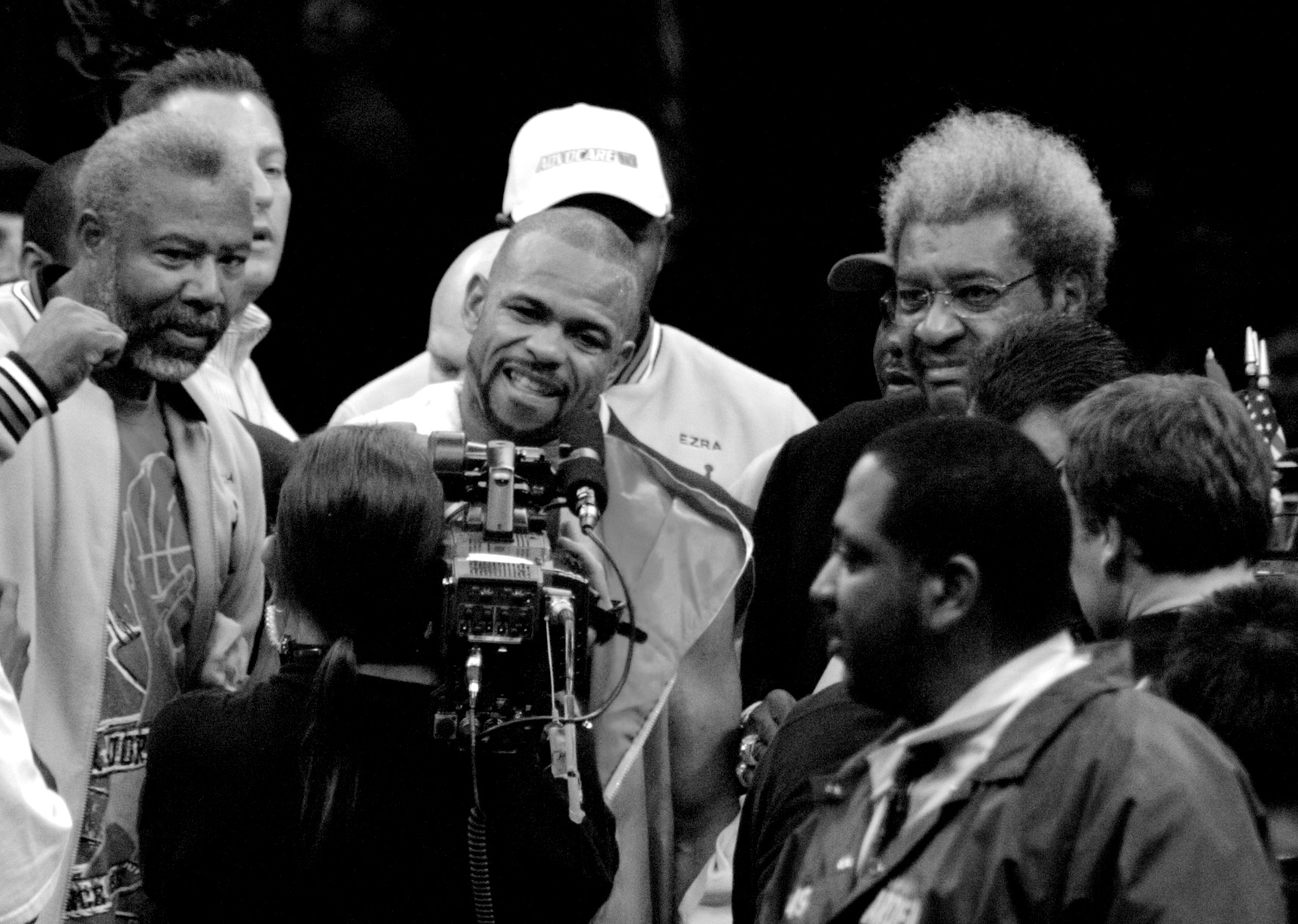
Рой Джонс після бою с Тринідадом

19 січня 2008 відбувся бій між Роєм Джонсом і Феліксом Тринідадом. Перші три раунди Тринідад мав перевагу, але потім Джонс перехопив ініціативу. У середині 7-го раунду Джонс провів правий гук у верхню частину голови супротивника, і той впав на коліна. Тринідад встав на рахунок 8. Наприкінці 10-го раунду Джонс зустрічним джебом у щелепу послав пуерториканця в другий нокдаун. Тринідад відразу ж піднявся. Після закінчення бою судді одноголосним рішенням присудили Джонсу перемогу.

### Бій з Джо Кальзаге
У листопаді 2008 року відбувся бій між Роєм Джонсом і непереможеним чемпіоном The Ring у напівважкій вазі Джо Кальзаге. У середині 1-го раунду Джонс зустрічним лівим гуком пробив у голову супротивника. Валлієць впав на канвас, але піднявся на рахунок 5. Рой Джонс не кинувся добивати противника. Кальзаге весь бій йшов уперед, викидаючи величезну кількість ударів, і перевершуючи опонента у витривалості. Американець нічого не міг протиставити цьому тиску. До кінця бою над лівим оком Джонса утворилося розсічення. Після закінчення поєдинку всі судді однаковим розгромним рахунком 118—109 віддали перемогу Джо Кальзаге.

### Бої 2009

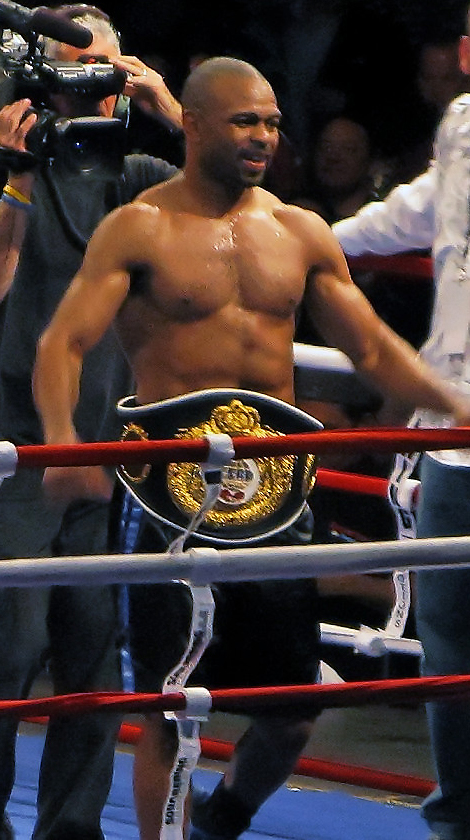
Рой Джонс після перемоги над Омаром Шейка

Бій з Омаром Шейка проходив в рідній для Роя Пенсаколі. Джонс, за своїм звичаєм, знущався з суперника. Шейка був більше схожий на грушу. У 5 раунді після чергової порції ударів, які точно влучили в ціль, суддя зупинив бій. Омар Шейка явно не був згоден з рішенням рефері. Цікаво що тренером Шейка був легендарний Кевін Руні, який тренував Майка Тайсона в 1985—1988 роках.
15 серпня відбувся бій з Джеффом Лейсі. Лейсі активно почав поєдинок, пресингуючи і затискаючи Джонса біля канатів рингу, але Рой вміло уникав ударів і більшість блокував. Починаючи з 4 раунду, Лейсі помітно стомився і знизив темп, а Джонс почав діяти у свій улюблений спосіб: з опущеними руками, фінтуючи ногами, демонструючи перевагу над Лейсі в швидкості, і при цьому, перебуваючи біля канатів, не забував розмовляти з публікою. Після 7 раунду над лівим оком Лейсі з'явилася велика гематома. У 9 і 10 раунді Джонс відверто знущався з Лейсі, демонструючи повну перевагу над суперником. Після десятого раунду рефері зупинив бій на прохання секундантів Лейсі, зафіксувавши перемогу Джонса технічним нокаутом.

### Бій з Денні Гріном
2 грудня Джонс в Австралії зустрічався з місцевим боксером Денні Гріном. Грін почав бій активно і вже в першому раунді відправив Джонса в нокдаун, проте той зумів продовжити поєдинок, хоча на удари Гріна майже не реагував. Рефері зупинив бій, зафіксувавши перемогу Гріна технічним нокаутом. Бій тривав лише 122 секунди. Після бою Джонс звинуватив Гріна в застосуванні заборонених речовин при бинтуванні. Перемога Джонса в цьому бою була обов'язковою умовою проведення бою з Бернардом Хопкінсом. Однак навіть після поразки Джонса Хопкінс виявив бажання провести бій.

### Бій з Денисом Лебедєвим
21 травня 2011 в Москві відбувся бій між Роєм Джонсом і Денисом Лебедєвим. Протягом більшої частини бою перевага була на боці російського боксера. У кінцівці четвертого раунду Лебедєв завдав точного удару і зміг потрясти Джонса. У дев'ятому раунді Лебедєв пропустив потужний удар в голову, але зміг вистояти. На останніх секундах десятого раунду, Лебедєв провів серію точних ударів, і Джонс буквально повис на канатах, закривши обличчя руками і нахилившись трохи вперед. Було очевидно, що Джонс перебуває у важкому, так званому, «стоячому нокауті». Попри очевидність важкого стану Джонса, Лебедєв усвідомлено завдав сильного правого в голову Джонса. Після чого Джонс став повільно сповзати на канат. Лише після цього рефері втрутився й зупинив бій. Лікарям знадобилося більш ніж 10 хвилин щоб привести Джонса до тями.
Після бою, на питання про останній удар, Лебедєв заявив, що ні про що не жалкує. На звинувачення в некомпетентності рефері, який міг запобігти останньому удару, рефері заявив, що не знав, що Джонс перебуває у важкому нокауті. Хоча в той момент знаходився в двох кроках від боксерів. На питання, що думає сам Джонс про останній удар, він відповів філософськи «Я пробачаю його».

### Бій з Павлом Глазевскі
30 червня 2012 Джонс в рейтинговому бою зустрівся з поляком Павлом Глазевським. Всіляко намагаючись зобразити себе в молодості, Рой, тим не менше, був змушений діяти з економією сил і тому за рідкісним винятком нехтував комбінаційною роботою, покладаючись на силові поодинокі випади. Глазевський діяв з вагомою часткою обережності і здебільшого наважувався на атаки, коли американець самовидалявся до канатів, щоб провести контрвипад. Спочатку Джонс також непогано користувався джебом, але чим довше йшов поєдинок, тим менше прямих ударів передньою рукою він здійснював. Поворотною точкою бою став нокдаун Джонса в 6-му раунді, у який він потрапив після лівого бокового поляка. Глазевський не пішов на добивання, а Рой з цих самих пір став ще менш активний, роблячи затяжні паузи і даючи велику атакувальну ініціативу супернику. Павло не міг цим не скористатися, особливо стараючись в заключних раундах, хоча фінальну трихвилинку все ж виграв американець. За підсумками 10-ти раундів думки суддів розділилися: двоє віддали перемогу Джонсу з рахунком 96-93 і 96-94, в той час як третій побачив перевагу Глазевського з рахунком 95-94.

### Бій з Зіном Бенмаклуфом
21 грудня 2013 в Москві відбувся бій між Роєм Джонсом і Зіном Бенмаклуфом. У перших двох раундах Джонс впевнено контролював ситуацію, тримаючись на дистанції. У третьому раунді екс-чемпіон відправив суперника на канвас, однак Бенмаклуф зумів піднятися. Після цього темп поєдинку знизився. У заключних раундах втома істотно знизила активність Джонса, проте він залишався точнішим від суперника. За підсумками дванадцяти раундів судді одноголосно віддали перемогу американцю — 118-109, 119-108 і 120-108.

## Мистецька кар'єра

### Робота на каналіHBO
З 2004 по 2006 рік Рой Джонс працював коментатором на каналі HBO. Однак у керівництва накопичилося багато претензій до роботи Джонса, і в січні 2006 року Рой був звільнений з каналу.

### Дискографія
Рой Джонс почав музичну кар'єру в 2001 році, коли він записав реп-альбом Round One: The Album (вийшов на початку 2002).
У 2004 році Рой заснував реп-групу Body Head Bangerz, що випустила в тому ж році свій дебютний альбом.
Сингли
- 2001 — Y'all Must've Forgot
- 2001 — And Still
- 2004 — I Smoke, I Drank (Body Head Bangerz)
- 2004 — Can't Be Touched (Body Head Bangerz)
- 2009 — Battle Of The Super Powers
- 2011 — Heart of the Champion

### Фільмографія
| Фільм                     | Рік  | Примітка             |
| ------------------------- | ---- | -------------------- |
| Одружені … та з дітьми    | 1997 | Зіграв роль камео    |
| Адвокат диявола           | 1997 | В титрах не вказаний |
| Вартовий                  | 1999 | Рой Вільямс          |
| Магістралі Нью-Джерсі     | 1999 |                      |
| Матриця: Перезавантаження | 2003 | Капітан Баллард      |
| Привітно запрошений       | 2007 | Ленні Бенкс          |
| Боєць                     | 2010 | Конферансьє          |
| Знайомство з Факерами 2   | 2010 | Батько на вечірці    |
| Універсальний солдат 4    | 2012 | унісол               |
| Гранд реванш              | 2013 | коментатор           |

## Потрапляння в базу даних злочинців «Миротворець»
В серпні 2015 зустрічався з Путіним в окупованому Севастополі, при цьому за незаконний перетин українського кордону був занесений в базу даних злочинців Центру дослідження ознак злочинів проти національної безпеки України «Миротворець».

## Російське громадянство
12 вересня 2015 року американський боксер Рой Джонс-молодший отримав російське громадянство. Відповідний указ підписав Президент Російської Федерації Володимир Путін. «Задовольнити заяву про прийом в громадянство Російської Федерації Джонса-молодшого Роя Левестам, народженого 16 січня 1969 в Сполучених Штатах Америки», — йдеться в тексті указу.